# Варалице (ТВ филм)
„Варалице” је југословенски ТВ филм из 1960. године. Режирао га је Звонимир Бајсић који је написао и сценарио.

## Улоге
| Глумац      | Улога |
| ----------- | ----- |
| Перо Квргић |       |
| Иван Шубић  |       |